# Пасош Вијетнама
Пасош Социјалистичке Републике Вијетнам је јавна путна исправа која се држављанину Вијетнама издаје за путовање и боравак у иностранству, као и за повратак у земљу.
За време боравка у иностранству, путна исправа служи њеном имаоцу за доказивање идентитета и као доказ о држављанству. 

## Језици
Пасош је исписан вијетнамским и енглеским језиком као и личне информације носиоца.